# Valur
A Valur egyike a legrégebbi és legnagyobb múltú izlandi sportkluboknak. A sziget szívében helyezkedik el, székhelye a fővárosban, Reykjavíkban található.

## Története
A klubot 1911. május 11-én alapították, a KFUM alosztályaként. Még abban az évben a nevüket Valurra változtatták, aminek jelentése az izlandi nyelvben vadászsólyom. 1939-ben a Valur megvásárolta a Hlíðarendi-i területet, ahol a mai napi edzenek, és a mérkőzéseket is ott bonyolítják le. A stadion és a sportcsarnok is ezen a területen található. A Valur eredetileg csak labdarúgóklub volt, de 1940 körül a klub több sportosztályt is indított, először a kézilabda csapatot, amely bajnoki címet nyert, majd később sí szakosztályt is. A háború utáni időszakban (1948) a női kézilabda szakosztálya alakult, majd az 1970-es években a női labdarúgó részleget is létrehozták. 1970-ben a Körfuknattleiksfélag Reykjavíkur (Reykjavík Basketball Club, KFR) beolvadt a Valurba, ezzel a kosárlabdacsapatává vált.

## Stadionok
A Hlíðarendi-i pályáit 2004 és 2007 között teljesen felújították.
2007 júniusában a klub ötéves szponzori szerződést írt alá a Vodafonenal, melynek értelmében a labdarúgó-stadiont Vodafonevöllurinn névre keresztelik át, míg a kézilabda- és kosárlabda csarnok a Vodafonehöllin nevet fogja viselni.

## Sikerlista
Férfi labdarúgás
- Bajnok: 22 alkalommal
  - 1930, 1933, 1935, 1936, 1937, 1938, 1940, 1942, 1943, 1944, 1945, 1956, 1966, 1967, 1976, 1978, 1980, 1985, 1987, 2007, 2017, 2018
- Kupagyőztes: 11 alkalommal
  - 1965, 1974, 1976, 1977, 1988, 1990, 1991, 1992, 2005, 2015, 2016
- Ligakupa-győztes: 3 alkalommal
  - 2008, 2011, 2018
- Szuperkupa-győztes: 11 alkalommal
  - 1977, 1979, 1988, 1991, 1992, 1993, 2006, 2008, 2016, 2017, 2018

Női labdarúgás
- Bajnok: 8 alkalommal
  - 1978, 1986, 1988, 1989, 2004, 2006, 2007, 2008
- Kupagyőztes: 13 alkalommal
  - 1984, 1985, 1986, 1987, 1988, 1990, 1995, 2001, 2003, 2006, 2009, 2010, 2011

Férfi kézilabda
- Bajnok: 22 alkalommal
  - 1940, 1941, 1942, 1944, 1947, 1948, 1951, 1955, 1973, 1977, 1978, 1979, 1988, 1989, 1991, 1993, 1994, 1995, 1996, 1998, 2007, 2017
- Kupagyőztes: 11 alkalommal
  - 1974, 1988, 1990, 1993, 1998, 2008, 2009, 2011, 2016, 2017

Férfi kosárlabda
- Bajnok: 2 alkalommal
  - 1980, 1983
- Kupagyőztes: 3 alkalommal
  - 1980, 1981, 1983

## Nemzetközi kupaszereplés
| Szezon    | Esemény                      | Forduló        | Ellenfél        | 1. mérk. | Visszav. | Össz.     |
| --------- | ---------------------------- | -------------- | --------------- | -------- | -------- | --------- |
| 1966–1967 | Kupagyőztesek Európa-kupája  | Sel.           | Standard Liège  | 1–1      | 1–8      | 2–9       |
| 1967–1968 | Bajnokcsapatok Európa-kupája | 1. ford.       | Jeunesse Esch   | 1–1      | 3–3      | 4–4 (ilg) |
| 1967–1968 | Bajnokcsapatok Európa-kupája | Nyolcadd.      | Vasas           | 0–6      | 1–5      | 1–11      |
| 1968–1969 | Bajnokcsapatok Európa-kupája | 1. ford.       | SL Benfica      | 0–0      | 1–8      | 1–8       |
| 1969–1970 | Vásárvárosok kupája          | 1. ford.       | RSC Anderlecht  | 0–6      | 0–2      | 0–8       |
| 1974–1975 | UEFA-kupa                    | 1. ford.       | Portadown FC    | 0–0      | 1–2      | 1–2       |
| 1975–1976 | Kupagyőztesek Európa-kupája  | 1. ford.       | Celtic FC       | 0–2      | 0–7      | 0–9       |
| 1977–1978 | Bajnokcsapatok Európa-kupája | 1. ford.       | Glentoran FC    | 1–0      | 0–2      | 1–2       |
| 1978–1979 | Kupagyőztesek Európa-kupája  | 1. ford.       | 1. FC Magdeburg | 1–1      | 0–4      | 1–5       |
| 1979–1980 | Bajnokcsapatok Európa-kupája | 1. ford.       | Hamburg         | 0–3      | 1–2      | 1–5       |
| 1981–1982 | Bajnokcsapatok Európa-kupája | 1. ford.       | Aston Villa     | 0–5      | 0–2      | 0–7       |
| 1985–1986 | UEFA-kupa                    | 1. ford.       | FC Nantes       | 2–1      | 0–3      | 2–3       |
| 1986–1987 | Bajnokcsapatok Európa-kupája | 1. ford.       | Juventus        | 0–7      | 0–4      | 0–11      |
| 1987–1988 | UEFA-kupa                    | 1. ford.       | Wismut Aue      | 0–0      | 1–1      | 1–1 (ilg) |
| 1988–1989 | Bajnokcsapatok Európa-kupája | 1. ford.       | AS Monaco       | 1–0      | 0–2      | 1–2       |
| 1989–1990 | Kupagyőztesek Európa-kupája  | 1. ford.       | Dynamo Berlin   | 1–2      | 1–2      | 2–4       |
| 1991–1992 | Kupagyőztesek Európa-kupája  | 1. ford.       | FC Sion         | 0–1      | 1–1      | 1–2       |
| 1992–1993 | Kupagyőztesek Európa-kupája  | 1. ford.       | Boavista FC     | 0–0      | 0–3      | 0–3       |
| 1993–1994 | Kupagyőztesek Európa-kupája  | Sel.           | MyPa            | 3–1      | 1–0      | 4–1       |
| 1993–1994 | Kupagyőztesek Európa-kupája  | 1. ford.       | Aberdeen FC     | 0–3      | 0–4      | 0–7       |
| 2006–2007 | UEFA-kupa                    | Sel., 1. ford. | Brøndby         | 1–3      | 0–0      | 1–3       |
| 2007      | Intertotó-kupa               | 1. ford.       | Cork City       | 0–2      | 1–0      | 1–2       |
| 2008–2009 | UEFA-bajnokok ligája         | Sel., 1. ford. | BATE Bariszav   | 0–2      | 0–1      | 0–3       |

Összesítés
| Esemény                      | M  | Gy | D | V  | Rg | Kg  | Gk  |
| ---------------------------- | -- | -- | - | -- | -- | --- | --- |
| UEFA-bajnokok ligája         | 02 | 0  | 0 | 02 | 0  | 03  | 0–3 |
| Bajnokcsapatok Európa-kupája | 16 | 4  | 1 | 11 | 09 | 050 | –41 |
| UEFA-kupa                    | 08 | 1  | 4 | 03 | 05 | 09  | 0–4 |
| Vásárvárosok kupája          | 02 | 0  | 0 | 02 | 0  | 08  | 0–8 |
| Kupagyőztesek Európa-kupája  | 16 | 2  | 4 | 10 | 10 | 040 | –30 |
| Intertotó-kupa               | 02 | 1  | 0 | 01 | 01 | 02  | 0–1 |
| Összesen                     | 46 | 8  | 9 | 29 | 25 | 112 | –87 |

M = Lejátszott mérkőzések; Gy = Győzelmek; D = Döntetlenek; V = Vereségek; Lg = Lőtt gólok; Kg = Kapott gólok; Gk = Gólkülönbség

## Jelentős játékosok
| - Albert Guðmundsson - Arnór Guðjohnsen - Eiður Smári Guðjohnsen - Guðni Bergsson - Ármann Smári Björnsson - Pálmi Rafn Pálmason | - Barry Smith - Jim Bett - Ari Freyr Skúlason - Ívar Ingimarsson - Ólafur Stefánsson | - Snorri Steinn Guðjónsson - Pétur Karl Guðmundsson - Jóhannes Eðvaldsson - Atli Eðvaldsson - Birkir Már Sævarsson |

## Jelenlegi keret
2020. május 27-i állapotnak megfelelően.
| #  |     | Poszt | Név                           |
| -- | --- | ----- | ----------------------------- |
| 1  | ISL | K     | Hannes Þór Halldórsson        |
| 2  | ISL | V     | Birkir Már Sævarsson          |
| 3  | ISL | V     | Ívar Örn Jónsson              |
| 4  | ISL | KP    | Einar Karl Ingvarsson         |
| 5  | ISL | KP    | Kári Daníel Alexandersson     |
| 6  | SWE | V     | Sebastian Starke Hedlund      |
| 7  | ISL | KP    | Haukur Páll Sigurðsson ()     |
| 8  | ISL | CS    | Kristinn Ingi Halldórsson     |
| 9  | DEN | CS    | Patrick Pedersen              |
| 10 | ISL | KP    | Kristinn Freyr Sigurðsson     |
| 11 | ISL | CS    | Sigurður Egill Lárusson       |
| 12 | ISL | KP    | Kristófer André Kjeld Cardoso |
| 17 | ISL | KP    | Andri Adolphsson              |

| #  |     | Poszt | Név                                              |
| -- | --- | ----- | ------------------------------------------------ |
| 19 | DEN | KP    | Lasse Petry                                      |
| 20 | ISL | V     | Orri Sigurður Ómarsson                           |
| 23 | ISL | V     | Eiður Sigurbjörnsson                             |
| 24 | ISL | V     | Valgeir Lunddal Friðriksson                      |
| 25 | ISL | K     | Sveinn Sigurður Jóhannesson                      |
| 71 | ISL | KP    | Ólafur Karl Finsen                               |
| 77 | FRO | CS    | Kaj Leo í Bartalsstovu                           |
|    | FRO | V     | Magnus Egilsson                                  |
|    | DEN | V     | Rasmus Christiansen                              |
|    | ISL | KP    | Sverrir Páll Hjaltested                          |
|    | ISL | KP    | Sigurdur Dagsson                                 |
|    | ISL | KP    | Birkir Heimisson                                 |
|    | ISL | CS    | Aron Bjarnason (kölcsönben az Újpest csapatától) |

## Korábbi vezetőedzők
- Nemes Gyula
- Ian Ross
- Ingi Björn Albertsson

## Külső hivatkozások
- Hivatalos honlap (izlandiul)
- A Valur az UEFA.com-on (angolul)
- A Valur a footballdatabase.com-on (angolul)
- A Valur a footballdatabase.eu-n (angolul)
- A Valur a national-football-teams.com-on Archiválva 2008. június 10-i dátummal a Wayback Machine-ben (angolul)
- A Valur a transfermarkt.de-n (németül)
- A Valur a weltussball.de-n (németül)
- A Valur a soccerbase-en (angolul)
- A Valur a soccernet.espn-en Archiválva 2013. január 2-i dátummal az Archive.is-en (angolul)
- Videó az új pályákról (izlandiul)